# Roland Fantom
De Roland Fantom is een serie music workstations die door Roland vanaf 2001 wordt gemaakt. De Fantom is de opvolger van de XP-80. Vergelijkbare werkstations uit dezelfde klasse zijn de Korg Kronos en de Yamaha Motif.

## Serie

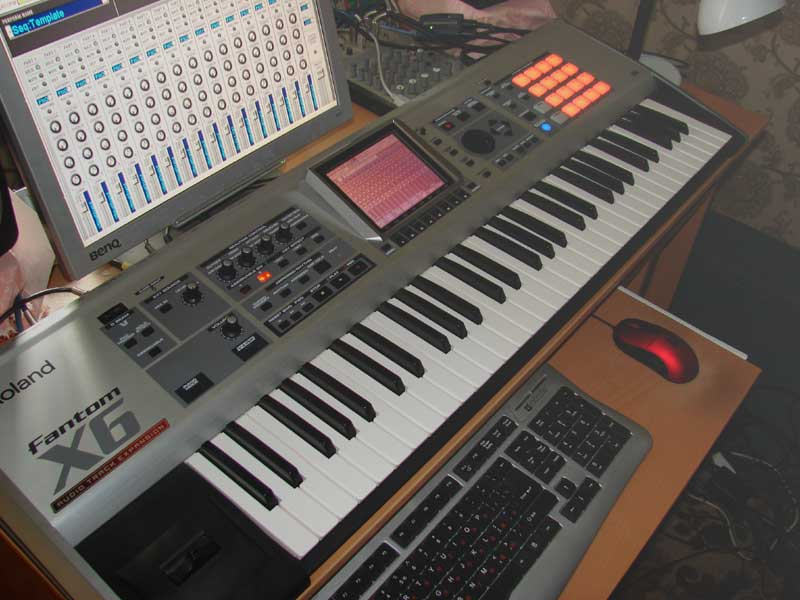
Fantom X6

### Fantom
De oorspronkelijke Fantom werd in 2001 uitgebracht als de FA-76, met 76 toetsen en een groot verlicht scherm. Het model heeft een infrarode D-beam-controller, arpeggiator, drumpatroon-generator en ingebouwde effecten. De Fantom heeft een 24 bits digitale uitgang en vier analoge uitgangen. Daarnaast zit er ook een diskettestation ingebouwd voor het opslaan van aangepaste klanken.
Het instrument heeft 640 presetklanken, 128 gebruikersklanken, 90 typen multi-effecten, een maximale polyfonie van 64 stemmen en een 16-sporen sequencer.

### Fantom-S
De S-serie kwam uit in 2003 met de 61-toetsen Fantom-S en de Fantom S88 met een gewogen 88-toetsen klavier. De serie bevat 648 presetklanken, het aantal gebruikersklanken is verdubbeld naar 256, en er zijn verbeteringen in drum- en percussieklanken. De S88 heeft een extra geheugenbank met acht speciale pianoklanken. De Fantom-S kan op twee manieren worden uitgebreid; er kunnen maximaal vier SRX-uitbreidingskaarten worden geïnstalleerd en het sample-geheugen kan worden uitgebreid naar maximaal 288 MB.

### Fantom-X
De Fantom-X is de opvolger van de Fantom-S en kwam uit in 2004. De Fantom-X is de directe concurrent van de Korg Triton en Yamaha Motif ES. De serie bestaat uit de X6, X7, X8, XR, en de later uitgebrachte Xa. De X-serie heeft een polyfonie van 128 stemmen, een 16-sporen sequencer, zes effectprocessors, een sampler en bewerkingsmogelijkheden via een ingebouwd scherm. Er zijn 1024 presetklanken aanwezig met ruimte voor 256 gebruikersklanken. De Fantom X kan worden uitgebreid met maximaal vier SRX-kaarten.

### Fantom-G
De Fantom-G kwam uit in 2008 en bestaat uit de G6 (61 toetsen), G7 (76 toetsen) en de G8 (88 gewogen toetsen). De G-serie bevat 1664 presetklanken (256 MB klankgeheugen), 512 gebruikersklanken en een polyfonie van 128 stemmen. Er kunnen tot 128 MIDI-kanalen en 24 audiokanalen worden ingespeeld. Het instrument heeft een lcd-scherm met een diameter van 21,5 cm, acht schuifregelaars, vijf draaiknoppen, een draaiwiel en er zijn twee USB-poorten aanwezig. Het is mogelijk om via pc-software alle parameters van het instrument in te stellen.

### FA-serie
In 2014 werden de Roland FA-06 en FA-08 geïntroduceerd. Beide hebben dezelfde functies. De FA-06 heeft 61 toetsen en de FA-08 heeft 88 toetsen. Deze workstations bevatten onder andere hetzelfde klankpakket als de INTEGRA-7 geluidsmodule, die Roland in 2012 uitbracht. De 16-sporen sequencer en sampler zijn nog steeds aanwezig. In 2017 kwam er nog de FA-07 met 76 toetsen bij.

### Fantom 6/7/8
In 2019 kwam Roland met de Fantom 6, 7 en 8. De serie music workstations heeft onder meer een verbeterde klankbron gekregen, een nieuwe DSP-effectensectie voor alle 16 parts, analoge filter, een 18 cm kleuren-aanraakscherm, en een CV/Gate-uitgang voor het aansturen van analoge instrumenten.

### Fantom-0
De Fantom-0-serie kwam uit in 2022 en bestaat uit de Fantom-06, Fantom-07 en Fantom-08. De serie is bedoeld als goedkoper aanbod en bevat drie klankbronnen; Zen-Core, SuperNatural en ToneWheel. Verdere uitbreiding van de instrumenten is mogelijk via Rolands Cloud-abonnement. Hiermee kan men emulaties toevoegen van bijvoorbeeld de JX-8P, Juno-106 en Jupiter-8.
Gebruikers kunnen zelf zogenaamde 'Scenes' aanmaken, die klanken, patronen, performances en muziekgedeeltes kunnen bevatten. Ook zijn er mogelijkheden voor sampling, sequenceropties en effecten. De Fantom-0 heeft een kleurenaanraakscherm met een diameter van 17,8 cm en ruim 3500 Tones.

### Fantom EX
In november 2023 kwam Roland met de Fantom EX, een softwarematige upgrade voor de Fantom 6/7/8. De update voegt meerdere klankbronnen toe, zoals die van de Jupiter-8, SH-101, JX-3P en JD-800, en beschikt daarbij over ruim 7.000 ingebouwde klanken. Ook zijn er diverse piano-engines, orgels, een stereo-vocoder, effecten, sequencing- en samplingfuncties aanwezig.
In april 2024 bracht Roland een fysieke versie uit van de Fantom EX met een 61-, 76- en 88-toetsen klavier.

## Bekende artiesten
Bekende artiesten die de Fantom-serie hebben bespeeld zijn onder meer Jordan Rudess, Geddy Lee (Rush), Dave Smith (Season's End), Geoff Downes, Howard Jones, Ashley Ellyllon en Les Smith (Cradle of Filth).